# Universitäts- und Landesbibliothek Münster

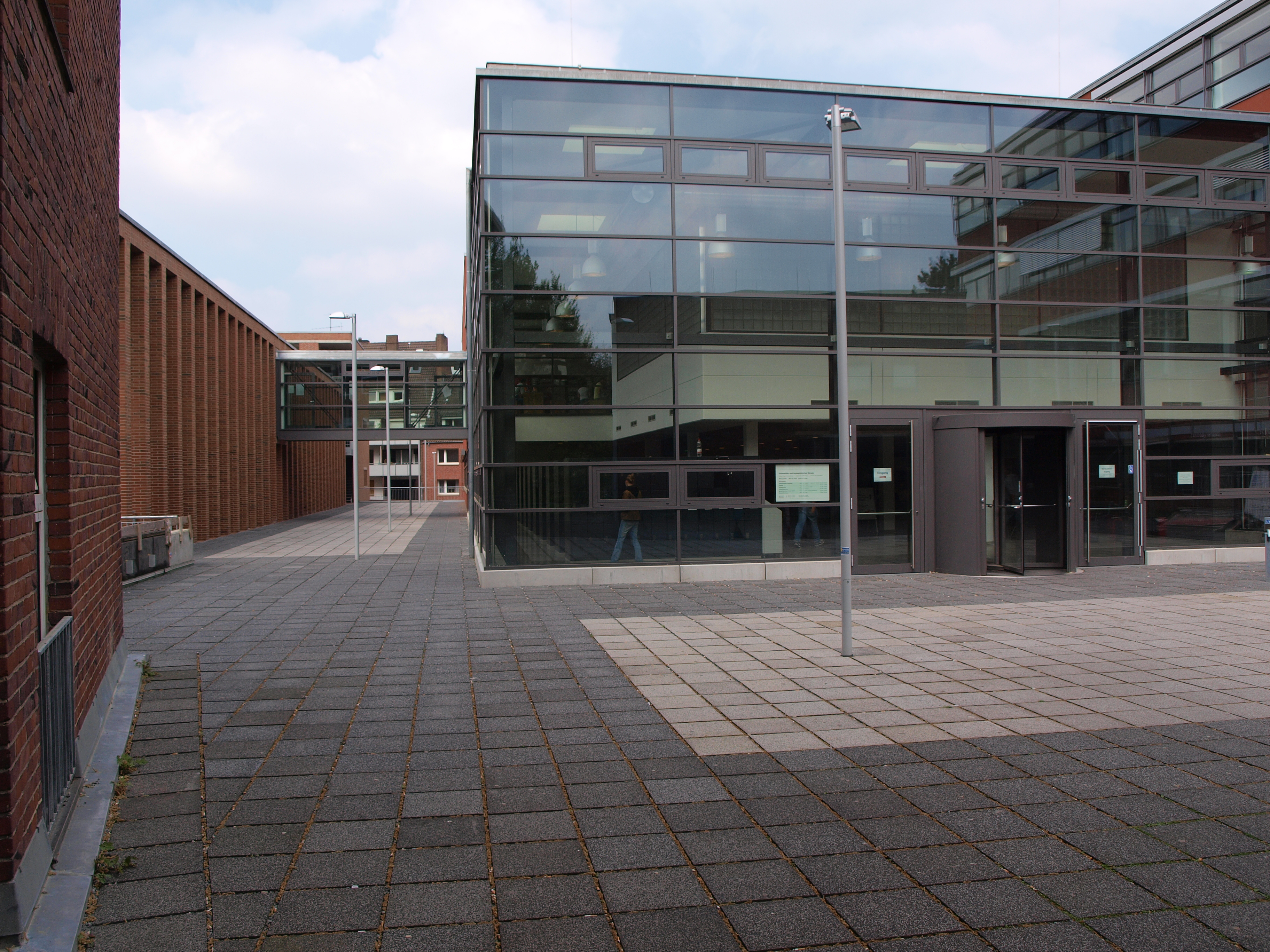
Eingangsbereich der ULB Münster (2009)

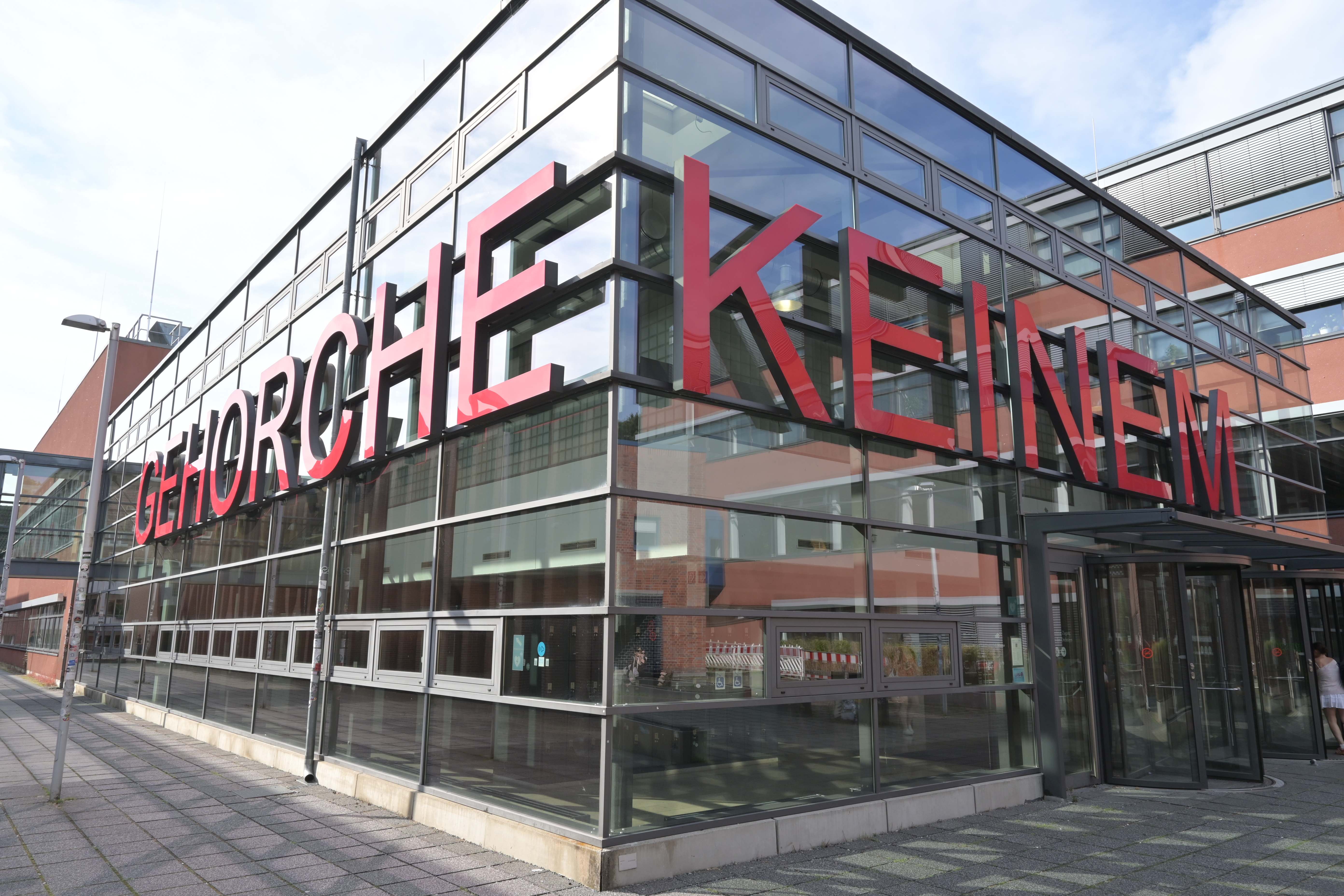
Eingangsbereich der ULB Münster mit Schriftzug "GEHORCHE KEINEM" (2025)

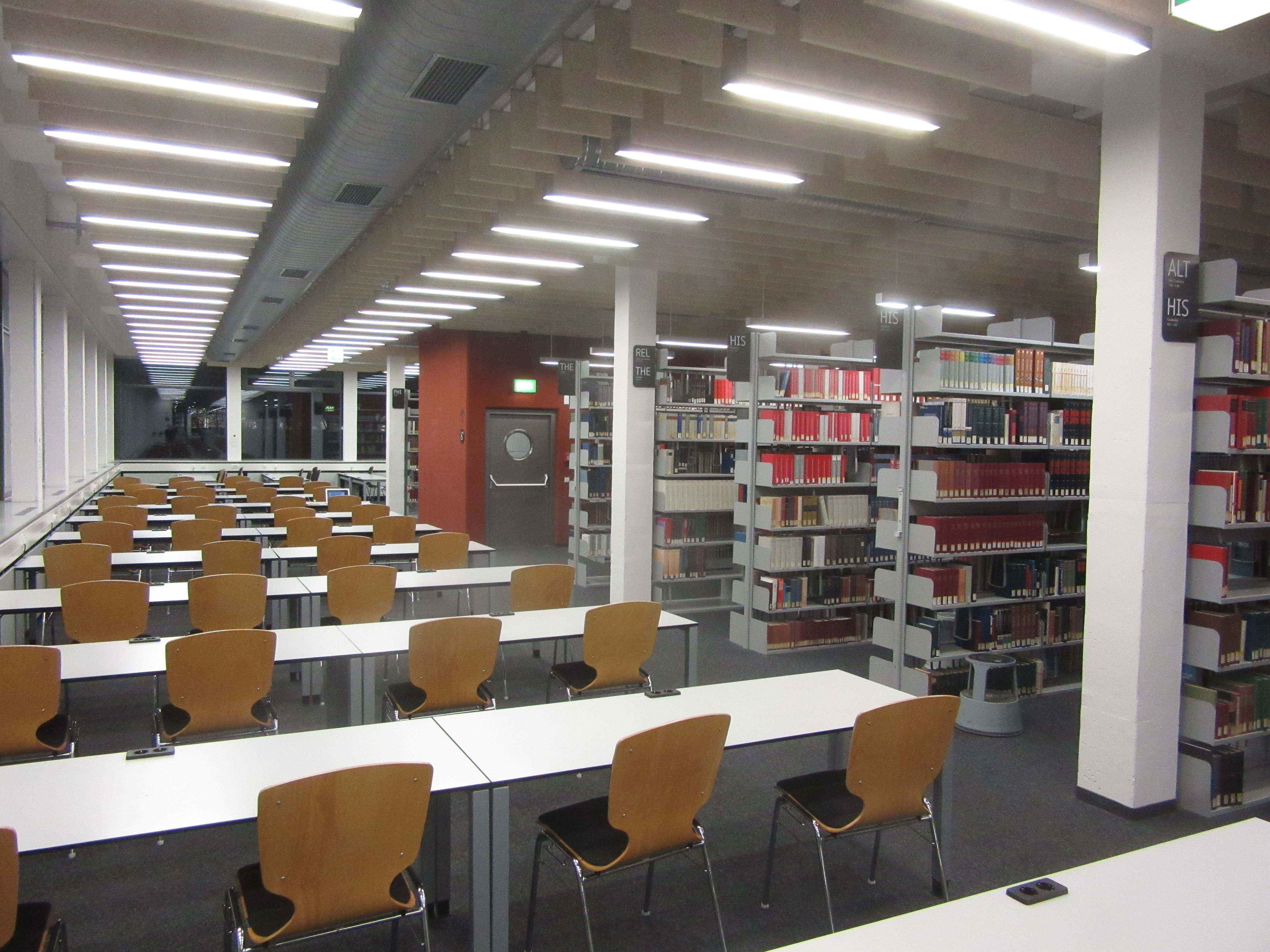
Lesesaal im 1. Obergeschoss (2015)

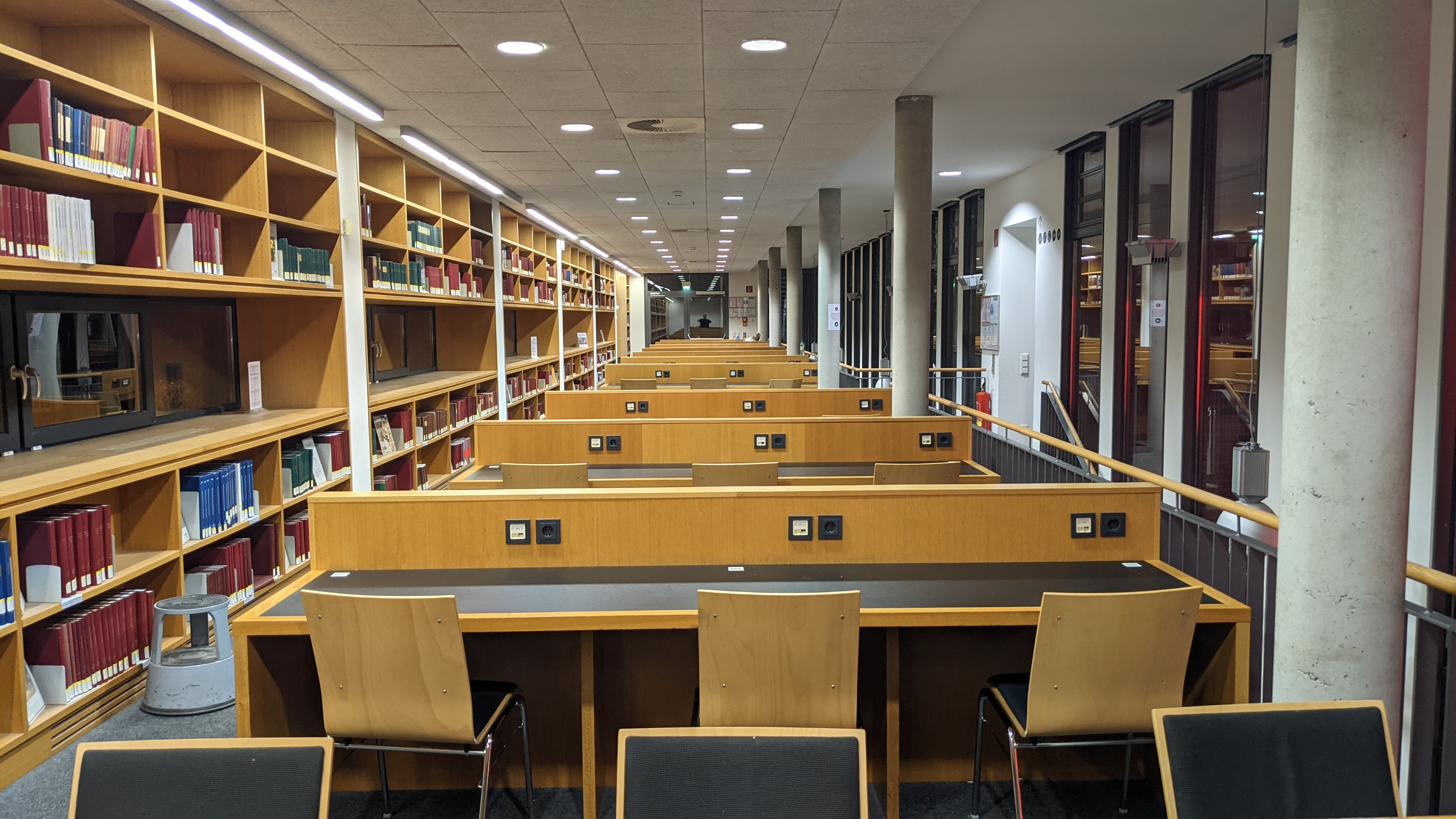
Westfalica-Lesesaal (2021)

Die Universitäts- und Landesbibliothek Münster (ULB Münster) zählt als Universitätsbibliothek der Universität in Münster und Regionalbibliothek des Landesteils Westfalen zu den großen Bibliotheken in Nordrhein-Westfalen.

## Geschichte
Die ULB Münster geht als die ehemalige Bibliotheca Paulina auf das Jesuitenkolleg Münster und das Jahr 1588 zurück. Erst knapp 200 Jahre später, im Jahr 1780, wurde die Universität gegründet und die bisherige Kollegsbibliothek wurde zu einer Universitätsbibliothek. Die Universität bestand bis 1818, im Anschluss wurde die Bibliothek von einer theologisch-philosophischen Akademie genutzt. 1902 wurde die Universität wiedergegründet, vier Jahre später bezog die Bibliothek einen Neubau am Bispinghof.
Im Zweiten Weltkrieg wurde das Gebäude zerstört sowie 60 Prozent der Buchbestände vernichtet. 1951 wurde das Gebäude am alten Standort wieder aufgebaut, wo die Bibliothek bis 1973 blieb. In diesem Jahr wurde am nur wenig entfernten Krummen Timpen ein Neubau errichtet. 1990 wurde ein Gutteil des Bestandes aus dem Bibliotheksmagazin geholt und als Freihandmagazin aufgestellt. Der Neubau der Bibliothek wurde von 2007 bis 2009 weitgehend modernisiert und erweitert. Dabei erhielt sie ein drittes Stockwerk, das Foyer wurde durch eine Glasfassade vergrößert. Zudem entstand der neue Westfalica-Lesesaal, der über eine Brücke mit dem alten Gebäudeteil verbunden ist.
Teil der Erweiterung von 2009 ist ebenfalls die Installation „GEHORCHEKEINEM “ des Künstlers Babak Saed, bestehend aus über zwei Meter hohen Buchstaben direkt an der Außenfassade des Eingangsbereichs.
Leiter der Bibliothek
- Franz Winiewski (1802–1874), 1829–1867 Bibliothekar, 1867–1871 Oberbibliothekar
- 1871–1876: Joseph Bernhard Nordhoff (1838–1906), 1871–1876 Bibliothekar und Leiter der Bibliothek im Nebenamt
- 1894–1914: Karl Molitor, 1891 Bibliothekar
- 1915–1933: Aloys Bömer, 1891 Hilfsbibliothekar, 1901 Bibliothekar
- 1935–1946: Josef Wilhelm Kindervater
- 1946–1951: Christoph Weber
- 1963–1979: Gerhard Liebers
- 1987–2004: Roswitha Poll
- seit 2004: Beate Tröger

weitere Bibliothekare
- Joseph Staender (1842–1917), 1876–1882 Bibliothekar
- Peter Samulski (1938–2012), Bibliotheksdirektor

## Bestand
Zum Bestand der Bibliothek gehören etwa sechs Millionen Bände wissenschaftlicher Literatur, davon 2,5 Millionen im Bestand der ULB und 3,5 Millionen in den 146 Instituts- und Fachbereichsbibliotheken der Universität. Dazu kommen etwa 20.000 respektive 8.000 laufende Zeitschriften.
Als Landesbibliothek besitzt die ULB das Pflichtexemplarrecht für den Landesteil, ab 1824 für die frühere preußische Provinz Westfalen, seit 1966 für die Regierungsbezirke Arnsberg, Detmold und Münster.
Seit 1978 befindet sich ebenfalls die Prussica-Sammlung Trunz im Besitz der Bibliothek, die Teil der über 40.000 Bände umfassenden Sondersammlung über die ehemaligen deutschen Ostgebiete ist.
Im Suchportal „KatalogPlus“ wird der wissenschaftliche Bestand der Universität Münster aus unterschiedliche Quellen zusammengeführt. Mit einer einzigen Suchanfrage wird im gesamten wissenschaftlichen Content der Universität recherchiert.

### Historische Bestände
Die historischen Bestände an Handschriften, Altkarten und Inkunabeln umfassen eine halbe Million Objekte. Der Bestand an Inkunabeln und alten Drucken umfasst den Zeitraum von Ende des 15. Jahrhunderts bis zum frühen 19. Jahrhundert. Das älteste gedruckte Buch „Breviarium secundum ordinem praedicatorum“ stammt aus dem Jahr 1476. Zum Bestand gehören bedeutende Schenkungen wie die des jüdischen Arztes und Gelehrten Alexander Haindorf mit 2.700 Werken, darunter vor allem medizinische Werke mit reichen Illustrationen wie das Werk De humani corporis fabrica von Andreas Vesalius. Eine weitere Besonderheit stellt die aus der Sammlung Krieg und Kunst 1914–1918 des Bibliothekars und Kunstsammlers Hanns Heeren entstandene Weltkriegssammlung dar. Sie enthält neben Büchern und Zeitungen (Kriegszeitungen, Lagerzeiten) auch Plakate, Flugblätter, Karten, Kalender, Briefe und Postkarten sowie künstlerische Auseinandersetzungen mit dem Kriegsgeschehen.

### Musikaliensammlung
Zur Abteilung für Handschriften gehört auch eine bedeutende und wertvolle Musikaliensammlung. Darunter sind als Leihgabe seit 1964 die Fürst zu Bentheimsche Musikaliensammlung Burgsteinfurt. 1966 kommt als weitere Leihgabe die Fürstlich zu Bentheim-Tecklenburgische Musikbibliothek Rheda zur Sammlung und 1991 wurde die Musiksammlung Nordkirchen auf dem Antiquariatsmarkt für die Universitäts- und Landesbibliothek Münster erworben.

## Belege
1. ↑  Bestand der Universitäts- und Landesbibliothek Münster. Abgerufen am 1. September 2020.
2. ↑  Peter Samulski: Das neue Freihandmagazin der Universitätsbibliothek Münster. In: ABI Technik, Jg. 10 (1990), S. 151–156.
3. ↑  Universitäts- und Landesbibliothek (ULB) Münster: Audio-Tour der Zentralbibliothek. ULB.Uni-Muenster.de, abgerufen am 14. Oktober 2023.
4. ↑  André Bednarz: Serie "Kunst an der WWU": Zur Anarchie aufrufende Buchstaben. In: Universität Münster, Universität Münster, Web und Design. Universität Münster, Universität Münster, Web und Design, 9. August 2022, abgerufen am 19. Juni 2025.
5. ↑  Universität Münster, Universitäts-und Landesbibliothek Münster: GEHORCHEKEINEM. Abgerufen am 19. Juni 2025.
6. ↑  Wissen|Leben – Die Zeitung der WWU Münster. Juli 2016, S. 4–5.

Koordinaten: 51° 57′ 46″ N, 7° 37′ 15″ O